# Günter Weigand
Günter Weigand (* 24. November 1924 in Allenstein, damals Ostpreußen; † 10. Februar 2003 vermutlich in Troisdorf) war ein deutscher Volkswirt, der sich selbst als „Sozialanwalt“ bezeichnete und durch Prozesse rund um den Tod des Rechtsanwalts Paul Blomert bekannt wurde.

## Leben

### Kindheit und beruflicher Werdegang
Günther Weigand verbrachte seine Jugend in Düsseldorf, sein Vater war Justizbeamter. Die Ehe seiner Eltern verlief nicht glücklich, er hatte deshalb eine seelisch bedrückte Kindheit. Weigand war von 1942 bis 1945 im Kriegsdienst. Nach Ende des Krieges legte er das Notabitur ab und arbeitete 7 ½ Jahre im Postdienst, zuletzt als Inspektor. 1953 begann er neben dieser Tätigkeit ein Theologie-Studium an der Westfälischen Wilhelms-Universität, weil er Ordensgeistlicher werden wollte.
1954 beendete Günter Weigand den Postdienst, brach das Theologiestudium ab und wandte sich kurzzeitig den Sozialwissenschaften zu. 1958 erwarb er schließlich ein Diplom als Volkswirt und promovierte später zum Dr. rer. pol. (Doktor der Staats- und Wirtschaftswissenschaften). Weigand hatte mit seinen Arbeitgebern häufig Streit und wechselte mehrmals seinen Arbeitsplatz. So war er bei der Deutschen Bank, einem Kommunal-Verlag sowie als Krankenpfleger tätig.
In seiner Freizeit engagierte sich Weigand für Mitbürger, die Probleme mit der Justiz hatten. Um seinem privaten Engagement eine Bezeichnung zu geben, nannte er sich fortan „Sozialanwalt“.

### Der Fall Blomert

#### Der Suizid
Der Münsteraner Paul Blomert war Angestellter einer renommierten Kanzlei des damaligen Oberbürgermeisters Busso Peus. Blomerts Ehe galt als zerrüttet, seiner Frau wurden verschiedene Liebesaffären nachgesagt. Da Peus um den tadellosen Ruf seiner Kanzlei sowie seinen eigenen Ruf fürchtete, forderte er Blomert unter Androhung der Entlassung auf, seine familiären Verhältnisse zu ordnen. Derart unter Druck gesetzt, erschoss sich Blomert, der Hobbyjäger war, am 25. August 1961 in seiner Wohnung mit einem Jagdgewehr.

#### Beginn der Affäre
Während sich für die zuständigen Ermittlungsbehörden der Fall als eindeutiger Selbstmord darstellte und sowohl die Witwe als auch Blomerts ehemaliges Arbeitsumfeld um Peus bemüht waren, die pikante Vorgeschichte des Suizids nicht weiter auszubreiten und die Angelegenheit unter einem „Unglücksfall“ firmieren zu lassen, witterten Blomerts Vater sowie seine Brüder einen Mordfall und wendeten sich, nachdem ihre Bedenken und Nachfragen bei den Ermittlungsbehörden auf taube Ohren gestoßen waren, an Günter Weigand, da sie in Münster keinen Rechtsanwalt fanden, der sich der Sache annehmen wollte. Weigand tat genau das Gegenteil dessen, auf was verschiedene Münsteraner Amtsträger aus Politik und Justiz hingearbeitet hatten: Medien- und öffentlichkeitswirksam wies er auf die Vorgeschichte und die von ihm als oberflächlich empfundene Untersuchung des Falls hin.
Verschiedene von Weigand initiierte Flugblätter mit Überschriften wie „Warum musste Paul Blomert sterben?“ führten zu einer öffentlichen Anteilnahme und schließlich zu einer vorher noch richterlich abgelehnten Obduktion, die jedoch keine Hinweise auf einen Mord lieferte. Weigand hielt an der Mordtheorie fest und stützte sich bei öffentlich verbreiteten Verdächtigungen und Anschuldigungen auf Hinweise, die eine schlampige Polizeiarbeit am Tatort und den Versuch der Witwe nahelegten, den von Blomert hinterlassenen Abschiedsbrief an dessen Vater zu unterschlagen, den dieser erst verspätet und auf Umwegen erhalten hatte. Die Aufarbeitung gipfelte in einer kurzzeitigen Untersuchungshaft der Witwe und eines Freundes, die jedoch wegen allzu vager Verdachtsmomente kurze Zeit später aufgehoben wurde.

#### Gerichtliche Verfahren und bundesweite Aufmerksamkeit
Dem Widerstand, auf den Weigand bei seinen Nachforschungen stieß, begegnete er in der Folge mit immer heftigeren Attacken gegen Privatpersonen, Polizeibeamte und die Justiz, was zu verschiedenen Strafanzeigen, Verfahren und schließlich einem Haftbefehl führte, dem sich Weigand durch Flucht entzog. Im April 1964 wurde er in Berlin festgenommen und in verschiedenen psychiatrischen Kliniken festgehalten, nachdem man ihm in einem später vielfach als unfundiert kritisierten Gutachten attestiert hatte, ein krankhaft geistesgestörter Querulant zu sein. Dieser Vorgang wurde schließlich bundesweit bekannt und führte zu Reportagen namhafter Zeitungen und Magazine, in denen Weigands Verdachtsmomente aufgegriffen und harsche Kritik an dem Umgang der Münsteraner Amtsträger mit dem Fall Blomert und dem Versuch, einen unbequemen Kritiker wie Weigand mundtot zu machen, geübt wurde. In die Auseinandersetzung flossen Klischees gegenüber dem Münsteraner Bürgertum und dessen „erzkonservativer, katholischer Moral“ ein, die als ein wesentlicher Grund für das Verhalten der Münsteraner Politik und Justiz und damit die entstandene Affäre kolportiert wurde.
Auf breites Medieninteresse stieß der im Januar 1965 begonnene Prozess gegen Weigand vor dem Landgericht Münster, in dem die Aufarbeitung des Falls Blomert eine zentrale Rolle spielte. Das Interesse ließ jedoch recht zügig nach, was vor allem darin begründet lag, dass sich die Mordtheorie im Rahmen einer detaillierten Neuauflage der Untersuchungen schon früh im Prozess als abwegig erwies, wodurch ein größerer Justizirrtum ausgeschlossen werden konnte. Dazu kam die Erkenntnis, dass Weigand, dem man in weiten Teilen der Medien zunächst mit sehr viel Sympathie begegnet war und der prominente Unterstützung etwa von Heinrich Böll erhalten hatte, tatkräftig zur Eskalation der Auseinandersetzung beigetragen hatte.
Am 25. April 1966 wurde Weigand in 25 Punkten, vornehmlich wegen Beleidigung und Verleumdung, schuldig gesprochen und zu zwei Jahren Freiheitsstrafe, 1100 Mark Geldstrafe und der Übernahme der Kosten des Verfahrens verurteilt. Im Rahmen der Urteilsbegründung wurde als Todesursache Blomerts Suizid festgestellt. Im November 1967 verwarf der Bundesgerichtshof Weigands Revision, wodurch das Urteil rechtskräftig wurde. Seine Freiheitsstrafe verbüßte Weigand in der Justizvollzugsanstalt Siegburg bei Bonn, wo er auch seine spätere Ehefrau kennenlernte. Nach Ablauf der ersten elf Monate wurden ihm im Dezember 1968 acht der restlichen dreizehn Monate erlassen. Von Verfahrungskosten musste Weigand insgesamt 50.000 DM zahlen.

### Spätere Jahre
Nach seiner Entlassung aus dem Gefängnis arbeitete zunächst Weigand als Schreibkraft für Karl Rahner.  Bis in die 1980er sorgte er als so genannter Sozialanwalt in anderen Fällen für mediale Aufmerksamkeit. 1979 veröffentlichte er im Selbstverlag das Buch Der Rechtsstaat wird uns nicht geschenkt zum Thema Justiz und Gesellschaft. Ebenfalls 1979 erhielt Weigand in einem Vergleich 13.230 DM Schmerzensgeld und Schadensersatz für die unberechtigte Einweisung in die Psychiatrie.

## Rezeption
Günter Weigands Fall wurde 1965 in der DDR durch Werner Röwekamp als zweiteiliges Fernsehspiel mit dem Titel Fünftes Rad am Wagen verfilmt. Weigand wurde von Christoph Engel interpretiert.
Das Wirken Weigands wird in Bezug auf die Blomert-Affäre seit 1966 ambivalent betrachtet. Einerseits wird betont, dass er berechtigte Kritik gegenüber der Münsteraner Justiz vorgebracht habe, andererseits aber auch darauf hingewiesen, dass Weigand sich schließlich verrannt und eine offensichtliche Mitschuld an der letztlich für alle Seiten nachteiligen Affäre nicht anerkannt habe. Gemäß Strafrechtsexperte Karl Peters handelte es sich bei Günter Weigand, zusammen mit Frank Arnau und Hans Martin Sutermeister, trotz allem um einen „erbitterten Kämpfer für das Recht“.
Weigand starb am 10. Februar 2003, sein Grab befindet sich im Friedhof Uerdingen. Weigands Nachlass befindet sich seit 2004 im Stadtarchiv Münster.

## Schriften
- Günter Weigand: Die Berechtigung sittlicher Werturteile in den Sozialwissenschaften. Berlin: Duncker & Humblot, 1960, ISBN 978-3-428-01668-6
- Günter Weigand: Der Rechtsstaat wird uns nicht geschenkt! Lehren aus der Münsterschen Mordaffäre um den Gewalttod des Rechtsanwalts Blomert vom 25.August 1961. Selbstverlag, 1979, 132 Seiten, ISBN 3-922239-00-5

## Sekundärquellen
- Werner Röwekamp (Autor und Inszenierung): Fünftes Rad am Wagen. Zweiteiliges Fernsehspiel, 1965.
- Jürgen Kehrer: Schande von Münster: Die Affäre Weigand. Waxmann 1996, ISBN 978-3-89325-469-9
- Dietmar Klenke: „1.4. Der Blomert-Weigand-Prozess als Imagekatastrophe für Münster“. In: Schwarz – Münster – Paderborn: Ein antikatholisches Klischeebild. Waxmann-Verlag 2008. Seiten 64–67, ISBN 978-3-8309-1987-2